# احمد عبدالحمید السحرتی
احمد عبدالحمید السحرتی (انگلیسی: Ahmed Abdel Hamid El-Saharty؛ زادهٔ ۲۶ اوت ۱۹۵۰) بازیکن بسکتبال اهل مصر بود.